# Jardin botanique de Pékin
Le jardin botanique de Pékin (en chinois : 北京植物园) est un jardin botanique fondé en 1955 au nord-ouest de la ville de Pékin dans le district de Haidian, entre le parc de Xiangshan et les collines de la source de jade. Il s'étend sur quatre cents hectares dont la moitié est ouverte au public. On y trouve le temple du Bouddha dormant, un musée des abeilles et la tombe de Liang Qichao. Il est parcouru de nombreux bassins avec notamment des lotus.
L'un de ses employés les plus célèbres fut l'ex-empereur Puyi qui, grâce à l'entremise du premier ministre Zhou Enlai, y travailla comme jardinier au début des années 1960 après sa sortie de prison.

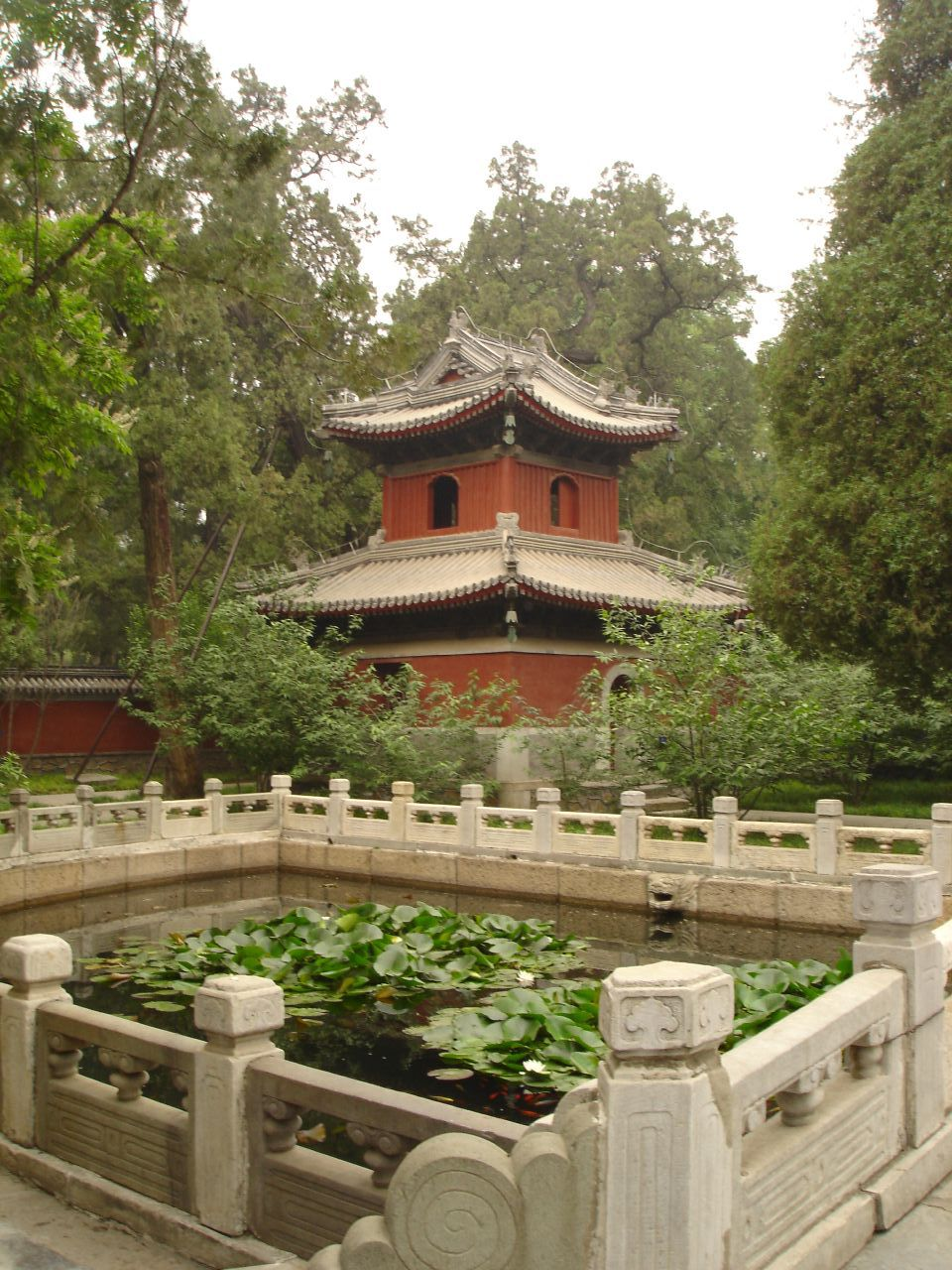
Vue d'un bassin de lotus
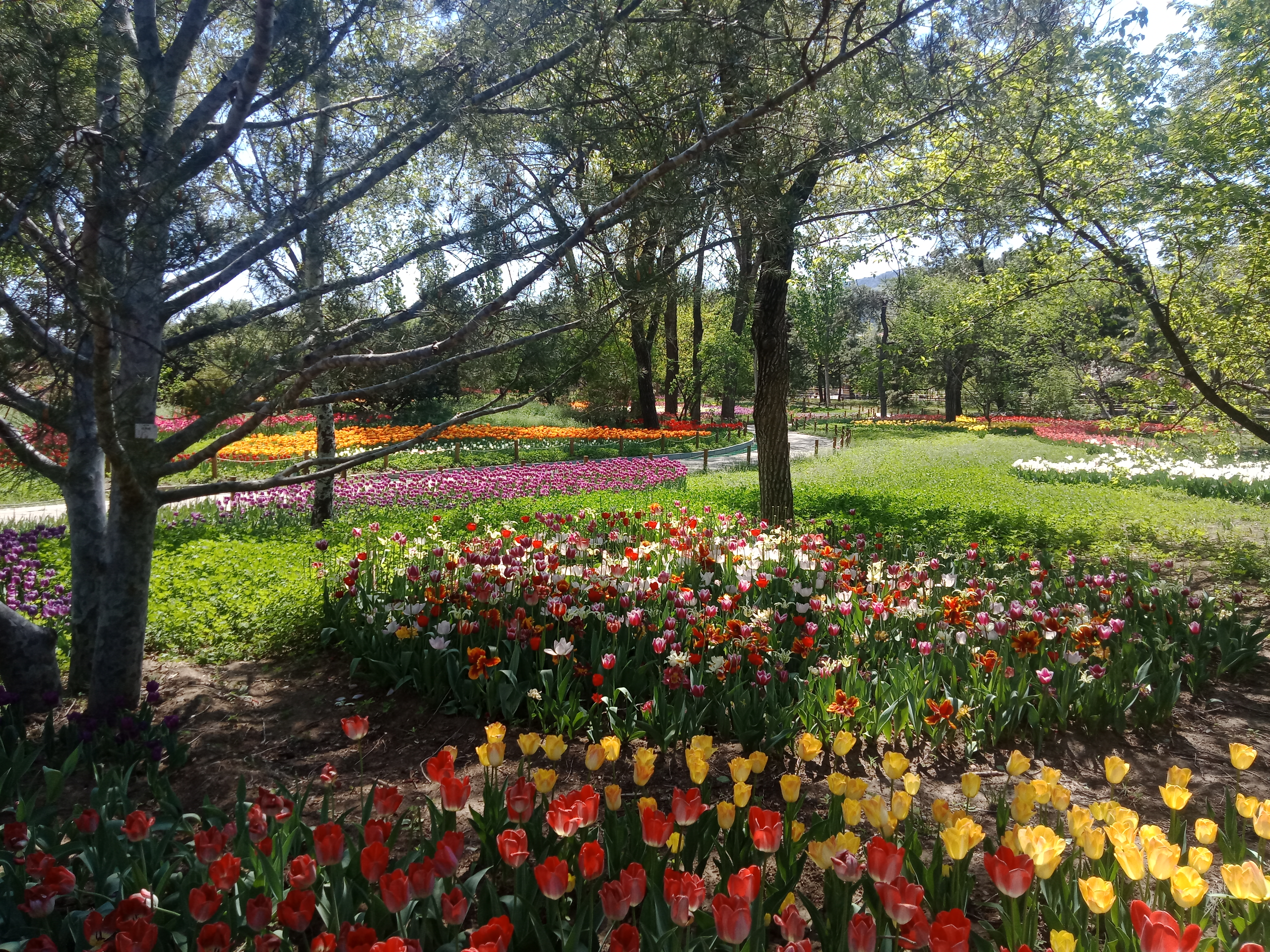
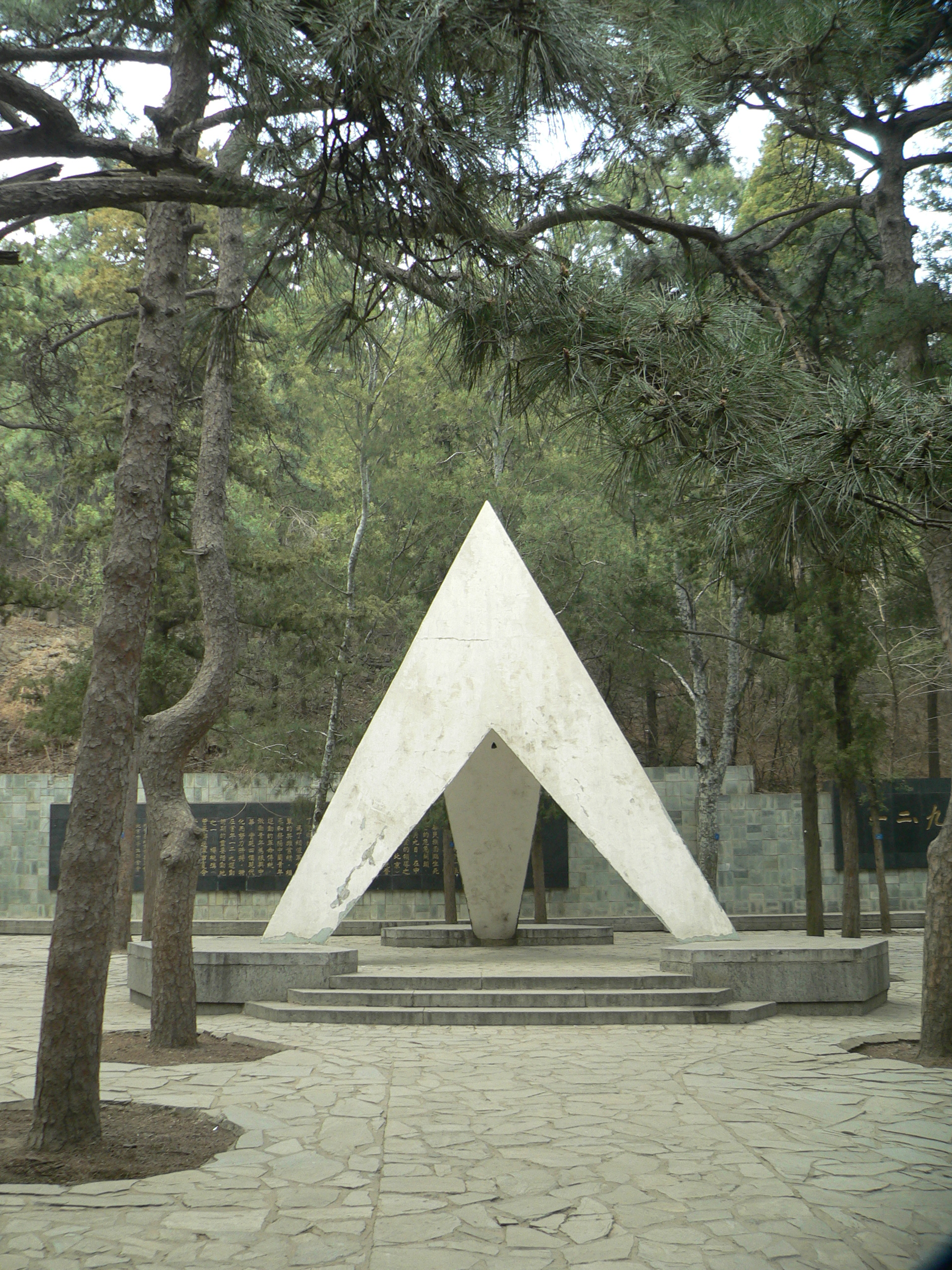
Mémorial du mouvement du 9 décembre 1935.